# Yellow
«Yellow» (в пер. с англ. «Жёлтый») — песня британской рок-группы Coldplay. Группа написала песню и спродюсировала её вместе с британским продюсером Кеном Нельсоном для их дебютного альбома Parachutes (2000). Трек был записан в марте 2000 года и выпущен 26 июня того же года в качестве второго британского сингла Parachutes после «Shiver» и в качестве ведущего сингла в США.
«Yellow» занял четвертое место в британском чарте UK Singles Chart, став для Coldplay их первым хитом в пятерке лучших в Соединенном Королевстве. Это был международный прорыв для Coldplay, сингл занял первое место в Исландии, пятое место в Австралии, девятое место в Ирландии и 48 место в США. Благодаря активной ротации и использованию в рекламе, песня сделала группу популярной. С тех пор «Yellow» исполняли и делали каверы разные исполнители по всему миру, и она остается одной из самых популярных песен группы.
В декабре 2012 года песня заняла десятое место в символическом списке «Лучшие композиции за 10 лет скробблинга» портала Last.fm.

## История
«Yellow» была создана в студии Rockfield’s Quadrangle около Монмута в Южном Уэльсе, где Coldplay начали работу над своим дебютным альбомом Parachutes. Однажды вечером, закончив запись «Shiver», группа взяла перерыв и вышла из студии. На улице было мало света, а звёзды на небе были видны и «просто удивительны», по словам сопродюсера песни Кена Нельсона. Он сказал группе посмотреть на звезды, что они и сделали. Вокалист Крис Мартин вдохновился этим зрелищем, и в его голове возникла основная мелодия песни, состоящая из аккордов. Сначала Мартин не воспринял её всерьез и напел мелодию остальным членам группы «своим худшим голосом, пародирующим Нила Янга». Мартин сказал: «В песне было слово „stars“, и это казалось словом, которое нужно петь голосом Нила Янга». Мелодия «начиналась намного медленнее», по словам барабанщика Уилла Чемпиона, и звучала как песня Нила Янга. Вскоре после этого, несмотря на несерьёзное отношение к песне, идея Мартина сработала, когда он разработал темп куплета. Когда гитарист Джонни Баклэнд начал играть его и дополнил своими идеями, они создали рифф, «и он как бы стал немного тяжелее».
Сочиняя текст песни, Мартин не мог найти нужные слова. Он думал о конкретном слове, которое он считал недостающим ключевым словом в тексте, чтобы соответствовать концепции песни. Он оглядел студию и увидел Yellow Pages («Желтые страницы»).

## Запись

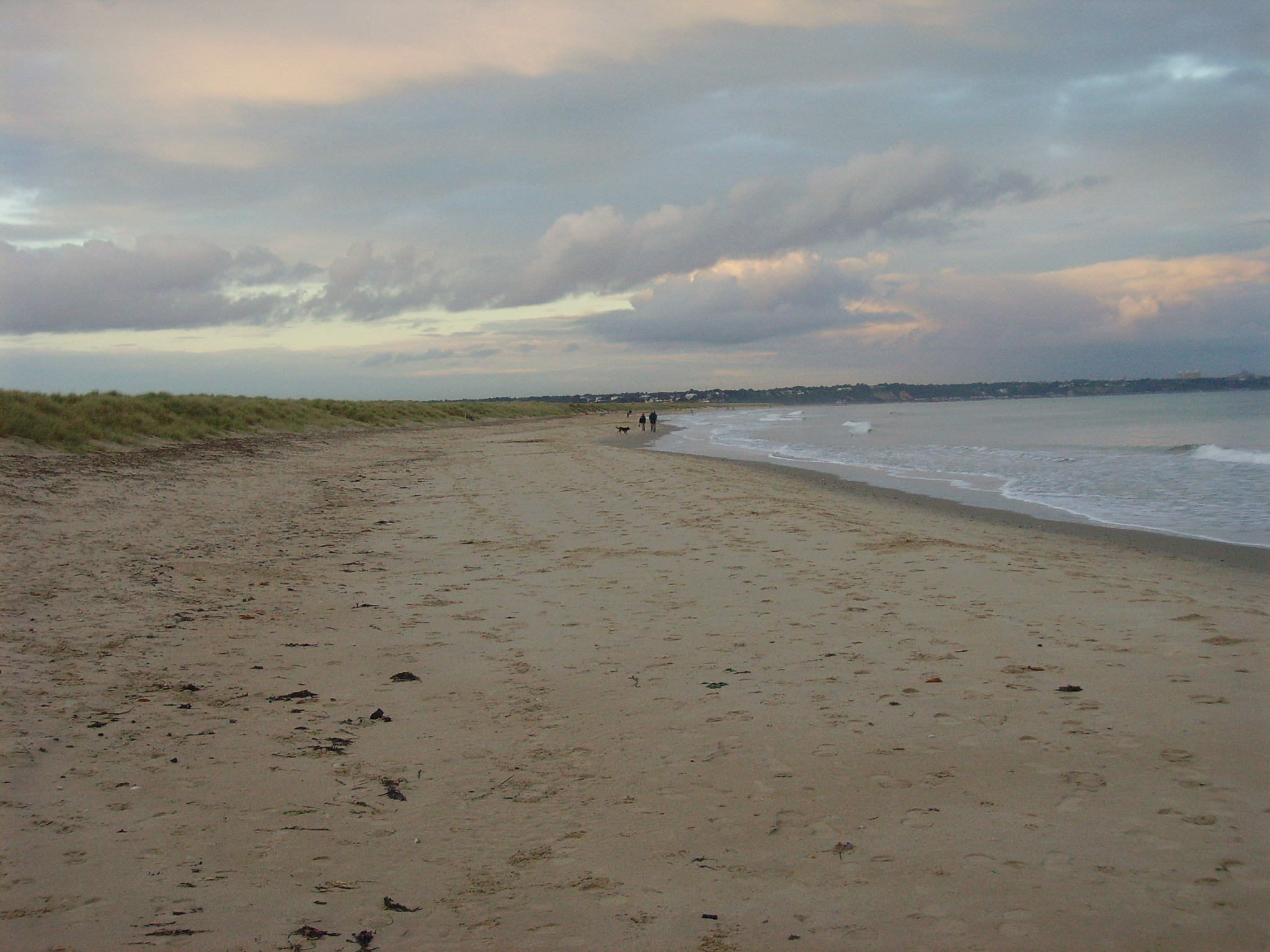
Место на берегу моря из видеоклипа в котором снимался Крис Мартин

Группа и Нельсон выступили продюсерами трека. Нельсон познакомился с музыкой группы через менеджера первой. Менеджер Нельсона дал ему копию EP и сингла «Brothers & Sisters» Coldplay и проявил интерес к работе с ними после того, как увидел живое выступление группы. Песня «Yellow» была первоначально записана наверху в проектной студии, по сути, демо-зале в ливерпульской студии Parr Street Studios. Позже трек был смикширован в Нью-Йорке.
Нельсон и группа столкнулись с проблемами при создании некоторых аспектов песни. По словам Чемпиона, «… её было очень трудно записать, потому что она работала в пяти или шести разных темпах. Было трудно выбрать, в каком темпе играть, потому что иногда это звучало слишком поспешно, а иногда как будто затягивалось…». По словам Нельсона, группа пыталась найти правильный темп, «потому что бит в обе стороны от выбранного нами темпа не имел того же грува». Чтобы улучшить песню, они записали эту часть вживую, а Баклэнд наложил свою гитару. Они записывали её два или три раза, пока Нельсон и группа не остались довольны результатом. Бэк-вокал был записан в контрольной комнате Quadrangle.
При записи большинства треков альбома Нельсон использовал аналоговую двухдюймовую ленту. В процессе записи «Yellow» стала одной из нескольких песен, которые они «не смогли записать на аналоговую ленту». Они записали разные версии, но это не удовлетворило их вкус. Поэтому Нельсон использовал Pro Tools, «чтобы добиться нужного звучания [трека]»; когда все дубли были записаны в компьютер, «мы перевели их на 2-дюймовый диск, что, по словам Нельсона, было отличным способом».

## Композиция
Стиль песни «Yellow» был назван альтернативным роком, пост-брит-попом и рок-н-роллом. Мартин объяснил: «„Yellow“ относится к настроению группы. Яркость, надежда и преданность». Ссылки в некоторых текстах, «все это метафорические высказывания о степени его эмоциональной преданности». Рисование линии относится к привычке Мартина писать списки и подчеркивать в них важные вещи. Мартин сказал, что песня о преданности, имея в виду свою безответную любовь к кому-то или чему-то. Несмотря на лирическую тему, многие поклонники считают «Yellow» жизнерадостным треком, хотя его часто интерпретируют и как меланхоличный. Песня написана в тональности си мажор с темпом 88 ударов в минуту.

## Отзывы
Песня была хорошо встречена музыкальными критиками. Мэтт Дил из Rolling Stone отметил, что «Yellow» «безрассудно романтичен», добавив, что «группа создает гипнотический медленный потусторонний мир, где безраздельно правит дух». «Yellow» также победил в категории Лучший сингл в 2001 году на церемонии вручения наград NME Awards и был номинирован на премию Грэмми в 2002 году за лучшую рок-песню и лучшее рок-выступление дуэта или группы с вокалом. Billboard написал, что «каждый раз, когда врывается рифф на электрогитаре, тебя снова зацепляет этот хук». В октябре 2011 года NME поместил его на 139-е место в своем списке «150 лучших треков за последние 15 лет». В ретроспективной статье за 2020 год The Independent похвалил группу за искренность. В 2021 году Billboard включил «Yellow» на 35-е место в список «Величайших песен 2001 года».

## Наследие
По мнению журнала Rolling Stone, эта песня сделала карьеру группы и с тех пор считается центральной частью альбома Parachutes. Мартин Роуч утверждает в своей книге «Coldplay: Nobody Said It Was Easy», что хотя песня «Shiver» принесла группе первый сингл из британского Топ-40, именно «Yellow» изменила «всё»; он также упомянул, что этот трек «является примером того, что сделало их популярными». В статье, посвященной 20-летию группы, The Independent назвал эту песню изменившей ход рока 21 века, учитывая, что именно она стала началом пути Coldplay в качестве одной из крупнейших групп в мире. Зал славы рок-н-ролла также включил «Yellow» в список «Песен, сформировавших рок-н-ролл», как одну из самых успешных и важных записей в музыке, а Барри Уолтерс из журнала Spin отметил, что Coldplay по-прежнему известны в США благодаря своему «неожиданному успеху». Трек признан одним из лучших в десятилетии 2000-х годов по версии Pitchfork, а также вошел в список лучших всех времен по версии NME в 2014 году. В том же году песня была использована в фильме Ричарда Линклейтера «Отрочество». В 2019 году Billboard поставил песню на второе место в списке 50 величайших песен Coldplay; в 2020 году NME поставил «Yellow» на первое место в списке всех 142 песен Coldplay (до этого момента); а в 2021 году American Songwriter поставил песню на третье место в списке 10 величайших песен Coldplay. Выставочная бейсбольная команда Savannah Bananas играет «Yellow» после восьмого иннинга каждой игры с 2023 года.

### Итоговые списки
| Издатель                   | Год  | Список                                        | Ранг   | Ссылка |
| -------------------------- | ---- | --------------------------------------------- | ------ | ------ |
| Billboard                  | 2021 | 100 Greatest Songs of 2001                    | 35     | [ 32 ] |
| Blender                    | 2005 | Top 500 Songs of the 1980s-2000s              | 500    | [ 33 ] |
| The Guardian               | 2009 | The 75 Best Singles of the 2000s              | 73     | [ 34 ] |
| The Guardian               | 2009 | 1000 Songs Everyone Must Hear                 | Placed | [ 35 ] |
| The Guardian               | 2011 | 50 Key Events in the History of Rock Music    | 47     | [ 36 ] |
| MTV Australia              | 2013 | The Official Top 1000 All Time Classics       | Placed | [ 37 ] |
| NME                        | 2000 | Best Singles of 2000                          | 2      | [ 38 ] |
| NME                        | 2002 | 100 Greatest Singles of All Time              | 26     | [ 39 ] |
| NME                        | 2005 | 75 Tunes That Defined Rock and Roll           | Placed | [ 40 ] |
| NME                        | 2006 | The Greatest Tracks of the Decade (1996—2006) | 31     | [ 40 ] |
| NME                        | 2011 | 150 Best Tracks of the Past 15 Years          | 139    | [ 41 ] |
| NME                        | 2014 | The 500 Greatest Songs of All Time            | 420    | [ 42 ] |
| Pitchfork                  | 2009 | The Top 500 Tracks of the 2000s               | 263    | [ 43 ] |
| Q                          | 2006 | 100 Greatest Songs of All Time                | 64     | [ 44 ] |
| Rock and Roll Hall of Fame | 2011 | The Songs That Shaped Rock and Roll           | Placed | [ 45 ] |
| Rolling Stone              | 2011 | 100 Best Songs of the 2000s                   | 34     | [ 46 ] |
| Select                     | 2000 | Best Songs of 2000                            | 1      | [ 47 ] |
| The Telegraph              | 2018 | 100 Pop Songs That Defined the Noughties      | 4      | [ 48 ] |
| WYEP-FM                    | 2020 | Greatest Songs of the Past 30 Years           | Placed | [ 49 ] |

## Музыкальное видео
Клип на песню «Yellow» был снят в Студланд-Бей в графстве Дорсет, Юго-Западная Англия, 23 мая 2000 года. Клип минималистичен, в нем Мартин поет песню, прогуливаясь по пляжу. На нем надеты непромокаемые плавки, волосы мокрые. Видео представляет собой один непрерывный кадр без разрезов. Весь ролик снят в замедленной съемке.
Изначально предполагалось, что в клипе появится вся группа. Однако в день съемок состоялись похороны матери барабанщика Уилла Чемпиона, поэтому было решено, что в клипе появится только Мартин, чем и объясняется его настроение во время этой части. Погода также не соответствовала первоначальному плану: вместо солнечного дня, который был запланирован, начался сильный ветер и дождь. Кроме того, первоначально предполагалось, что на небе появятся движущиеся звезды, как в таймлапсе. Режиссеры решили, что движущиеся звезды отвлекут внимание зрителей от Мартина. В начале клипа на пляже царит полумрак, а почти в середине клипа появляется солнечный свет.
Режиссерами клипа выступил британский режиссерский дуэт Джеймс Фрост и Алекс Смит из The Artists Company. Съемки велись со скоростью 50 кадров в секунду, что в два раза больше обычной скорости. Во время съемок Крису Мартину пришлось петь песню на удвоенной скорости, чтобы аудио- и визуальный контент были синхронизированы — обычная, но сложная практика для музыкальных клипов. Конечный продукт замедлен до 25 кадров в секунду, что придает видео эффект замедленной съемки. Переход видео от ночи к дню был достигнут в процессе телесинтеза. Во время переноса с пленки на видеопленку оператор вручную регулировал переход от монохромного, зернистого вида в начале к теплому, красочному и яркому виду в конце видео. Этот вид был вдохновлен сценами ночного плавания в фильме «Челюсти».
В 2022 году канадский дуэт Tegan and Sara отдал дань уважения клипу на свой новый сингл, также названный «Yellow». В клипе пара в замедленной съемке идет по пляжу в дождевой одежде, а позади них встает солнце. Два года спустя британская группа Idles использовала клип на песню «Grace», в котором Мартин исполнил их песню с помощью Deepfake AI. Мартин одобрил клип и помог группе обучить свою модель ИИ.

## Концертные выступления

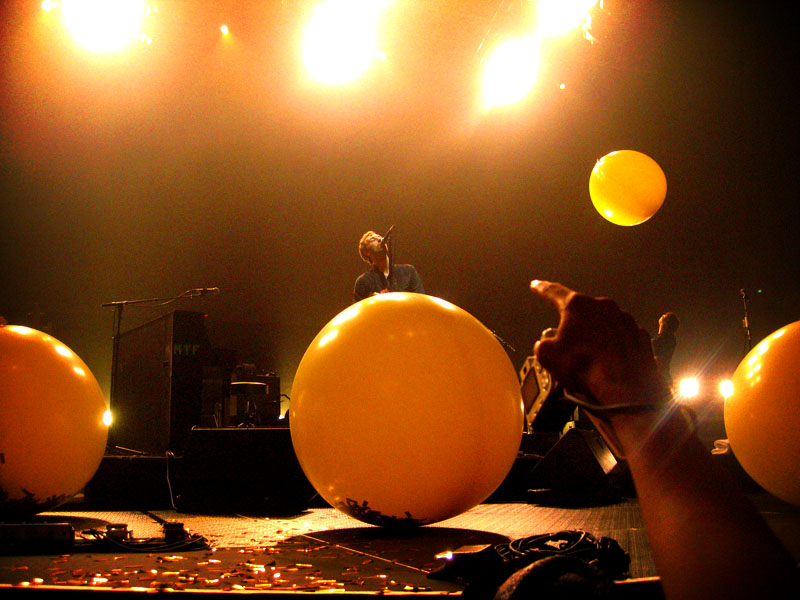
Концертное исполнение «Yellow» в 2005 году

Coldplay исполняли эту песню на протяжении всей своей карьеры, и она является неизменным фаворитом публики. Ранняя версия песни с другой аранжировкой текста и инструментарием была исполнена во время тура NME Tour в январе 2000 года. Дебютное исполнение песни на телевидении состоялось на шоу Later… with Jools Holland 6 мая 2000 года. Они исполнили лид-сингл Parachutes «Shiver» и новую песню «Yellow»; но именно последняя произвела немедленный эффект на студийную аудиторию. Они также исполнили её на фестивале Гластонбери, одном из выдающихся фестивалей в Европе. Во время своего второго выступления в июне 2000 года Coldplay исполнили «Yellow» и «без труда захватили» более 10 000 зрителей. Популярность Coldplay в это время всё ещё росла, и «Yellow» помогла культивировать её; Мартин сказал, что это был лучший день в их году. Во время большинства концертных выступлений на зрителей сбрасывают большие жёлтые воздушные шары. Первый известный случай появления жёлтых шаров произошел 24 сентября 2002 года в павильоне UIC в Чикаго. Крис Мартин заметил шары в воздухе с удивлённым взглядом. В более современные годы (январь 2013 года) шары наполняются конфетти, а в конце песни Крис Мартин взрывает один из них своей гитарой, в результате чего конфетти разлетаются повсюду.

## Список композиций
| №  | Название                                              | Длительность |
| -- | ----------------------------------------------------- | ------------ |
| 1. | «Yellow»                                              | 4:31         |
| 2. | «Help Is Round the Corner»                            | 2:36         |
| 3. | «No More Keeping My Feet on the Ground» (с Safety EP) | 4:31         |

## Участники записи
- Крис Мартин (англ. Chris Martin) — вокал, акустическая гитара, пианино
- Джонни Баклэнд (англ. Jonny Buckland) — гитара
- Гай Берримен (англ. Guy Berryman) — бас-гитара
- Уилл Чемпион (англ. Will Champion) — ударные, перкуссия

## Позиции в чартах
| Чарт (2000—2001)                        | Высшая позиция |
| --------------------------------------- | -------------- |
| Австралия (ARIA)                        | 5              |
| Европа (Eurochart Hot 100)              | 20             |
| Франция (SNEP)                          | 96             |
| Исландия (Íslenski Listinn Topp 40)     | 1              |
| Ирландия (IRMA)                         | 9              |
| Нидерланды (Dutch Top 40 Tipparade)     | 11             |
| Нидерланды (Single Top 100)             | 82             |
| Новая Зеландия (Recorded Music NZ)      | 23             |
| Шотландия (Scottish Singles Chart)      | 4              |
| Великобритания (UK Singles Chart)       | 4              |
| США (Billboard Hot 100)                 | 48             |
| США (Billboard Adult Alternative Songs) | 2              |
| США (Billboard Adult Top 40)            | 11             |
| США (Billboard Alternative Songs)       | 6              |
| США (Billboard Mainstream Top 40)       | 22             |

| Чарт (2021—2025)                             | Высшая позиция |
| -------------------------------------------- | -------------- |
| Аргентина (Argentina Hot 100)                | 33             |
| Австралия (ARIA)                             | 14             |
| Австрия (Ö3 Austria Top 40)                  | 5              |
| Финляндия (Suomen virallinen lista)          | 13             |
| Германия (GfK)                               | 99             |
| Греция (IFPI)                                | 11             |
| Мир (Billboard Global 200)                   | 40             |
| Индия India International (IMI)              | 2              |
| Индонезия (Billboard)                        | 8              |
| Италия (FIMI)                                | 82             |
| Малайзия (Billboard)                         | 5              |
| Малайзия International (RIM)                 | 1              |
| Нидерланды (Single Top 100)                  | 38             |
| Перу (Billboard)                             | 25             |
| Филиппины (Billboard)                        | 10             |
| Филиппины (Philippines Hot 100)              | 35             |
| Португалия (AFP)                             | 6              |
| Сингапур (RIAS)                              | 1              |
| Испания (PROMUSICAE)                         | 59             |
| Швеция (Sverigetopplistan)                   | 70             |
| Швейцария (Schweizer Hitparade)              | 16             |
| Китайская Республика (Billboard)             | 10             |
| Великобритания (UK Singles Chart)            | 52             |
| США (Billboard Hot Rock & Alternative Songs) | 13             |

| Чарт (2000)                         | Позиция |
| ----------------------------------- | ------- |
| Исландия (Íslenski Listinn Topp 40) | 20      |
| Ирландия (IRMA)                     | 42      |
| Великобритания (UK Singles, OCC)    | 93      |

| Чарт (2001)                        | Позиция |
| ---------------------------------- | ------- |
| Австралия (ARIA)                   | 33      |
| Канада (Radio, Nielsen BDS)        | 29      |
| США Adult Top 40 (Billboard)       | 29      |
| США Modern Rock Tracks (Billboard) | 18      |
| США Triple-A (Billboard)           | 2       |

| Чарт (2021)                 | Позиция |
| --------------------------- | ------- |
| Мир Global 200 (Billboard)  | 171     |
| Португалия (Streaming, AFP) | 200     |

| Чарт (2022)                      | Позиция |
| -------------------------------- | ------- |
| Мир Global 200 (Billboard)       | 74      |
| Португалия (AFP)                 | 71      |
| Великобритания (UK Singles, OCC) | 88      |

| Чарт (2023)                             | Позиция |
| --------------------------------------- | ------- |
| Бразилия (Streaming, Pro-Música Brasil) | 186     |
| Мир Global 200 (Billboard)              | 70      |
| Великобритания (UK Singles, OCC)        | 81      |

| Чарт (2024)                      | Позиция |
| -------------------------------- | ------- |
| Австралия (ARIA)                 | 78      |
| Мир Global 200 (Billboard)       | 68      |
| Филиппины (Philippines Hot 100)  | 51      |
| Великобритания (UK Singles, OCC) | 67      |

## Сертификации
| Регион                                                                      | Сертификация  | Продажи   |
| --------------------------------------------------------------------------- | ------------- | --------- |
| Австралия (ARIA)                                                            | 9× Платиновый | 630 000   |
| Дания (IFPI Danmark)                                                        | Платиновый    | 90 000    |
| Германия (BVMI)                                                             | Платиновый    | 600 000   |
| Италия (FIMI) · Since 2009                                                  | 3× Платиновый | 300 000   |
| Новая Зеландия (RMNZ)                                                       | 6× Платиновый | 180 000   |
| Португалия (AFP)                                                            | 6× Платиновый | 60 000    |
| Испания (PROMUSICAE)                                                        | 3× Платиновый | 180 000   |
| Великобритания (BPI)                                                        | 5× Платиновый | 3 000 000 |
| США (RIAA)                                                                  | 4× Платиновый | 4 000 000 |
| Данные о продажах + прослушиваниях приведены только на основе сертификации. |               |           |